# Debito di funzionamento
Il debito (debiti) di funzionamento anche detto debito (debiti) di regolamento sono debiti generati dall'esercizio dell'attività d'impresa. 
Il debito di funzionamento è un prestito ottenuto da un fornitore che consente una dilazione di pagamento.
Esso si inserisce nella situazione patrimoniale dei finanziamenti che attingono al capitale di terzi.
Essi nascono per effetto delle operazioni economiche relative agli acquisti di beni e di servizi effettuati per realizzare i ricavi che conducono alla individuazione del reddito.
Sono costituiti dalle cambiali passive, dai debiti verso fornitori, dai debiti diversi.